# حكم عبد الهادي
حكم عبد الهادي صحفي ومذيع ومحرر سابق في القسم العربي بإذاعة صوت ألمانيا، ولد عام 1939 في مدينة جنين في فلسطين حيث أنهى دراسته الثانوية وغادر البلاد العربية في نهاية الخمسينات إلى ألمانيا الاتحادية لأكمال الدراسة في إحدى الجامعات الألمانية فالتحق بجامعة هامبورغ حيث درس الاقتصاد وأنهى الدراسة بشهادة الماجستير، وبعد تخرجه عمل في حقل البحث العلمي لمدة أربع سنوات ونشر دراسات اقتصادية وفي منتصف السبعينات قرر العمل في حقل الإذاعة والتلفزيون فالتحق في صيف عام 1976 بإذاعة صوت ألمانيا حيث تدرب على الاخراج الاذاعي والتلفزيوني وعمل فيما بعد في أقسام مختلفة ، وفي عام 1987 التحق بالقسم العربي في دار الإذاعة ليشرف كمحرر مسؤول على مجلة الصباح والبرنامج السياسي صدى اليوم.
من مؤلفاته  كتاب سليمان الجائع عن الضحك و البكاء في فلسطين